# کرامت‌الله قربان‌اف
کرامت‌الله قربان‌اف (تاجیکی: Кароматулло Қурбонов؛ ‏ ۲۹ نوامبر ۱۹۶۱ – ۱۹۹۲) یک خواننده و آهنگساز سرشناس اهل تاجیکستان بود. قربان‌اف ستاره پاپ تاجیک بود، که در ۱۷ اکتبر ۱۹۹۲ در زمان جنگ‌های داخلی تاجیکستان به قتل رسید. دختر وی نازیه کرامت‌الله نیز یکی از خوانندگان شناخته شده تاجیکستان است.